# 느낌표

느낌표(-標)란 문장 부호 중의 하나로 ‘!’로 쓴다. 강조를 나타내고자 하는 대상의 뒤에 놓인다. 영어에서는 ‘exclamation mark’라고 해 일반적으로 뱅(Bang)이나 스크리머(Screamer) 등으로 불린다. 느낌표는 15세기부터 사용되었으며, 이는 물음표와 비슷하다.
일반적으로는 감탄이나 명령 등 보통보다 큰 소리로 발음되는 문장의 마지막에 온점 대신 놓인다. 드물게는 문장의 도중에 강조를 나타내고 싶은 단어의 직후에 놓이기도 한다.
또한 더 큰 강조를 하고 싶을 때 ‘!!’, ‘!!!’와 같이 연속으로 사용하는 경우도 있다. 또 ‘?!’, ‘!?’와 같이 물음표와 함께 쓰이기도 한다. 덧붙여 자주 사용되지 않는 비표준어이지만 감탄 의문부에서 물음표와 느낌표가 하나로 되어 있는 인테러뱅도 있다.

## 유래
라틴어 감탄사 io(발음은 '요')에서 유래됐다.

## 사용

### 문장

#### 영어·프랑스어
영어에서는 감탄문의 마지막에는 반드시 느낌표를 둔다.
- 예시:

1. What a beautiful flower! →정말 예쁜 꽃이다!
2. Quelle belle fleur! →정말 예쁜 꽃이다!

프랑스어에서는 흥분, 놀람, 충격이나 폭력을 나타낸다.

#### 독일어
독일어에서는 감탄문 뿐 아니라 명령문에서도 마지막에 감탄부를 둔다.
- 예시:

1. Bitte schreiben Sie mal Ihren Namen hier hin! →이곳에 이름을 적어주세요.

#### 에스파냐어
에스파냐어에서는 뒤집은 느낌표를 한 문장의 맨 앞에 두며, 문장의 맨 끝에 보통 느낌표를 둔다. 이것은 의문문에서도 마찬가지이다.
- 예시:

1. ¿Estás loco? ¡Casi la mataste! →너 미쳤니?! 넌 하마터면 그녀를 죽일 뻔 했어!

#### 한국어
한국어에서는 느낌표를 문장 맨 끝에 두며, 감탄문과 명령문과 같은 강한 느낌의 문장이라면 어느 문장에서든지 사용할 수 있다.
- 예시:

1. 그러지 마!
2. 안녕하세요!
3. 어서오세요!
4. 잘 했어!

### 국제 음성 기호
치경 흡착음을 나타낸다.

### 수학
계승을 나타내며, 느낌표 2개(!!)는 이중계승이라 한다.
예:
- 3!=3×2×1=6

### 컴퓨터 언어
- C언어에서는 느낌표가 부정을 의미한다.

- 단독으로 부정을 나타낸다.
- ‘!=’ 좌변과 우변이 동일하지 않음을 나타낸다.
- '==' 좌변과 우변이 같음을 나타낸다.

- SGML에서는 주석 처리에 사용된다. (<!-- 주석 처리할 내용 -->)
- BASIC에서는 4바이트 부동소수점의 정의에 사용된다.

## HTML 속 유니코드
- U+0021 ! exclamation mark (HTML &#33;, &excl;[a])

관련 형태는 다음과 같이 인코딩된다:
- U+00A1 ¡ inverted exclamation mark (HTML: &#161; &iexcl;)
- U+01C3 ǃ latin letter retroflex click (HTML: &#451;) (In IPA: alveolar click)
- U+203C ‼ double exclamation mark (HTML: &#8252;) (for use in vertical text)
- U+203D ‽ interrobang
- U+2048 ⁈ question exclamation mark (HTML: &#8264;) (for use in vertical text)
- U+2049 ⁉ exclamation question mark (HTML: &#8265;) (for use in vertical text)
- U+26A0 ⚠ warning sign (HTML: &#9888;) (exclamation mark in triangle)
- U+2755 ❕ white exclamation mark ornament (HTML: &#10069;) (in Unicode lingo, "white" means hollow)
- U+2757 ❗ heavy exclamation mark symbol (HTML: &#10071;)
- U+2762 ❢ heavy exclamation mark ornament (HTML: &#10082;)
- U+2763 ❣ heavy heart exclamation mark ornament (HTML: &#10083;)
- U+A71D ꜝ modifier letter raised exclamation mark (HTML: &#42781;)
- U+A71E ꜞ modifier letter raised inverted exclamation mark (HTML: &#42782;)
- U+A71F ꜟ modifier letter low inverted exclamation mark (HTML: &#42783;)
- U+FE57 ﹗ small exclamation mark (HTML: &#65111;) (for special applications within CJK text)
- U+FF01 ！ fullwidth exclamation mark (HTML: &#65281;) (for special applications within CJK text)
- U+E0021  tag exclamation mark (HTML: &#917537;)

일부 문자 체계는 각자의 느낌표를 사용한다:
- U+055C ՜ armenian exclamation mark
- U+07F9 ߹ nko exclamation mark
- U+109F ႟ myanmar symbol shan exclamation
- U+1944 ᥄ limbu exclamation mark

## 같이 보기
- 인테러뱅
- 역느낌표
- 물음표